# Charles Botot Dangeville
Pour les articles homonymes, voir Dangeville.
Charles-Claude Botot, dit Dangeville, est un acteur français né à Paris le 18 mars 1665 et mort le 18 janvier 1743.
Fils de Jean Botot, ancien procureur au Châtelet de Paris et de Charlotte Chantoiseau, il débuta en 1697 à La Haye, sous le nom de Dangeville, dans la troupe du roi d'Angleterre. La même année, il débuta comme danseur à la Comédie-Française, y fit ses débuts de comédien, fut reçu sociétaire et épousa la comédienne Marie-Hortense Racot de Grandval, sœur de Nicolas Racot de Grandval.
Il termina sa carrière en 1740, avec le titre de doyen de la Comédie-Française.

## Note
1. ↑  D'autres sources le font naître en 1669.